# In the Heat of the Night (album d'Imagination)
Pour les articles homonymes, voir In the Heat of the Night.
Albums de Imagination
Body Talk
(1981) Night Dubbing
(1983)
Singles
1. Just an Illusion
Sortie : 18 février 1982
2. Music and Lights
Sortie : 11 juin 1982
3. In the Heat of the Night
Sortie : septembre 1982
4. Changes
Sortie : novembre 1982

In the Heat of the Night est le second album du groupe britannique de soul-dance Imagination, produit par Steve Jolley et Tony Swain et sorti le 3 septembre 1982.
In the Heat of the Night a été l'album au plus grand succès d'Imagination, atteignant la 7e place au Royaume-Uni. Just an Illusion est le single le mieux classé de la carrière du groupe au Royaume-Uni, atteignant la 2e place, et a également fait partie du top 10 dans plusieurs autres pays d'Europe occidentale et Scandinavie. Le deuxième single de l'album Music and Lights est un autre succès du groupe atteignant le top 5 britannique. Les deux autres singles de l'album In the Heat of the Night et Changes se sont tous deux classés en Allemagne de l'Ouest et au Royaume-Uni.

## Liste des pistes
Toutes les chansons sont produites par Steve Jolley et Tony Swain.
Toutes les chansons sont écrites et composées par Steve Jolley, Tony Swain, Ashley Ingram et Leee John.
| A1. | In the Heat of the Night | 5:14 |
| A2. | Heart 'N Soul            | 4:45 |
| A3. | Music and Lights         | 5:21 |
| A4. | All Night Loving         | 4:18 |

| Face B | Face B             | Face B | Face B | Face B | Face B | Face B | Face B | Face B | Face B |
| No     | Titre              | Durée  |        |        |        |        |        |        |        |
| ------ | ------------------ | ------ | ------ | ------ | ------ | ------ | ------ | ------ | ------ |
| B1.    | Just an Illusion   | 6:27   |        |        |        |        |        |        |        |
| B2.    | All I Want to Know | 4:48   |        |        |        |        |        |        |        |
| B3.    | One More Love      | 5:18   |        |        |        |        |        |        |        |
| B4.    | Changes            | 5:47   |        |        |        |        |        |        |        |
| 41:58  |                    |        |        |        |        |        |        |        |        |

## Classements et certifications
| Classement (1982-1983)               | Meilleure position |
| ------------------------------------ | ------------------ |
| Allemagne de l'Ouest (Media Control) | 6                  |
| Autriche (Ö3 Austria Top 40)         | 16                 |
| États-Unis (Top R&B/Hip-Hop Albums)  | 45                 |
| France (IFOP)                        | 1                  |
| Norvège (VG-lista)                   | 26                 |
| Pays-Bas (Mega Album Top 100)        | 12                 |
| Royaume-Uni (UK Albums Chart)        | 7                  |
| Suède (Sverigetopplistan)            | 16                 |

| Classement (1982)             | Meilleure position |
| ----------------------------- | ------------------ |
| Pays-Bas (Mega Album Top 100) | 95                 |
| Royaume-Uni (UK Albums Chart) | 50                 |

### Certifications
| Pays                                                                                                   | Certification | Ventes certifiées |
| --- | ------------- | ----------------- |
| France (SNEP)                                                                                          | Platine       | 400 000*          |
| Royaume-Uni (BPI)                                                                                      | Or            | 100 000^          |
| *Ventes selon la certification ^Mise en rayon selon la certification xNon précisé par la certification |               |                   |

## Historique de sortie
| Pays        | Date             | Format           | Label                | Réf.   |
| ----------- | ---------------- | ---------------- | -------------------- | ------ |
| Royaume-Uni | 3 septembre 1982 | - LP - cassette  | R&B (Pye)            | [ 7 ]  |
| Allemagne   | 3 septembre 1982 | - LP - cassette  | Ariola               | [ 7 ]  |
| Europe      | 1990             | CD               | RCA                  | [ 14 ] |
| Pays-Bas    | 1996             | CD               | BR Music             | ,      |
| France      | 10 mars 2017     | LP (180 grammes) | - R&B - Wagram Music | [ 16 ] |